# Contea di Taita-Taveta
La contea di Taita-Taveta è una della 47 contee del Kenya, istituita nel 2013.